# Орашац (Обреновац)
Орашац је насеље у градској општини Обреновац у граду Београду. Према попису из 2022. било је 544 становника.
Овде се налази црква брвнара која потиче из 18. века.

## Демографија
У насељу Орашац живи 583 пунолетна становника, а просечна старост становништва износи 43,4 година (43,1 код мушкараца и 43,7 код жена). У насељу има 236 домаћинстава, а просечан број чланова по домаћинству је 3,00.
Ово насеље је великим делом насељено Србима (према попису из 2002. године), а у последња три пописа, примећен је пад у броју становника.
|  |

| Демографија | Демографија | Демографија |
| Година      | Становника  | Становника  |
| ----------- | ----------- | ----------- |
| 1948.       | 1.188       |             |
| 1953.       | 1.249       |             |
| 1961.       | 1.114       |             |
| 1971.       | 1.015       |             |
| 1981.       | 949         |             |
| 1991.       | 881         | 837         |
| 2002.       | 707         | 757         |

| Етнички састав према попису из 2002.‍ | Етнички састав према попису из 2002.‍ | Етнички састав према попису из 2002.‍ | Етнички састав према попису из 2002.‍ | Етнички састав према попису из 2002.‍ |
| ------------------------------------ | ------------------------------------ | ------------------------------------ | ------------------------------------ | ------------------------------------ |
|                                      |                                      |                                      |                                      |                                      |
| Срби                                 | Срби                                 |                                      | 695                                  | 98,30%                               |
| Руси                                 | Руси                                 |                                      | 1                                    | 0,14%                                |
| непознато                            | непознато                            |                                      | 1                                    | 0,14%                                |

| Година пописа     | 1948. | 1953. | 1961. | 1971. | 1981. | 1991. | 2002. |
| ----------------- | ----- | ----- | ----- | ----- | ----- | ----- | ----- |
| Број домаћинстава | 210   | 226   | 238   | 237   | 246   | 248   | 236   |

| Број чланова      | 1  | 2  | 3  | 4  | 5  | 6  | 7 | 8 | 9 | 10 и више | Просек |
| ----------------- | -- | -- | -- | -- | -- | -- | - | - | - | --------- | ------ |
| Број домаћинстава | 50 | 64 | 38 | 34 | 28 | 15 | 7 | 0 | 0 | 0         | 3,00   |

| Пол    | Укупно | Неожењен/Неудата | Ожењен/Удата | Удовац/Удовица | Разведен/Разведена | Непознато |
| ------ | ------ | ---------------- | ------------ | -------------- | ------------------ | --------- |
| Мушки  | 297    | 96               | 172          | 18             | 10                 | 1         |
| Женски | 312    | 56               | 166          | 77             | 13                 | 0         |
| УКУПНО | 609    | 152              | 338          | 95             | 23                 | 1         |

| Пол    | Укупно                    | Пољопривреда, лов и шумарство | Рибарство                            | Вађење руде и камена | Прерађивачка индустрија       |
| ------ | ------------------------- | ----------------------------- | ------------------------------------ | -------------------- | ----------------------------- |
| Мушки  | 189                       | 117                           | 0                                    | 0                    | 20                            |
| Женски | 112                       | 88                            | 0                                    | 0                    | 5                             |
| УКУПНО | 301                       | 205                           | 0                                    | 0                    | 25                            |
| Пол    | Производња и снабдевање   | Грађевинарство                | Трговина                             | Хотели и ресторани   | Саобраћај, складиштење и везе |
| Мушки  | 7                         | 8                             | 13                                   | 1                    | 10                            |
| Женски | 0                         | 1                             | 6                                    | 0                    | 1                             |
| УКУПНО | 7                         | 9                             | 19                                   | 1                    | 11                            |
| Пол    | Финансијско посредовање   | Некретнине                    | Државна управа и одбрана             | Образовање           | Здравствени и социјални рад   |
| Мушки  | 0                         | 4                             | 2                                    | 1                    | 3                             |
| Женски | 1                         | 2                             | 0                                    | 1                    | 6                             |
| УКУПНО | 1                         | 6                             | 2                                    | 2                    | 9                             |
| Пол    | Остале услужне активности | Приватна домаћинства          | Екстериторијалне организације и тела | Непознато            | Непознато                     |
| Мушки  | 2                         | 0                             | 0                                    | 1                    | 1                             |
| Женски | 0                         | 0                             | 0                                    | 1                    | 1                             |
| УКУПНО | 2                         | 0                             | 0                                    | 2                    | 2                             |